# NGC 7250
NGC 7250 é uma galáxia espiral (Sd) localizada na direcção da constelação de Lacerta. Possui uma declinação de +40° 33' 47" e uma ascensão recta de 22 horas, 18 minutos e 17,7 segundos.
A galáxia NGC 7250 foi descoberta em 8 de Novembro de 1790 por William Herschel.